# Vinkensport

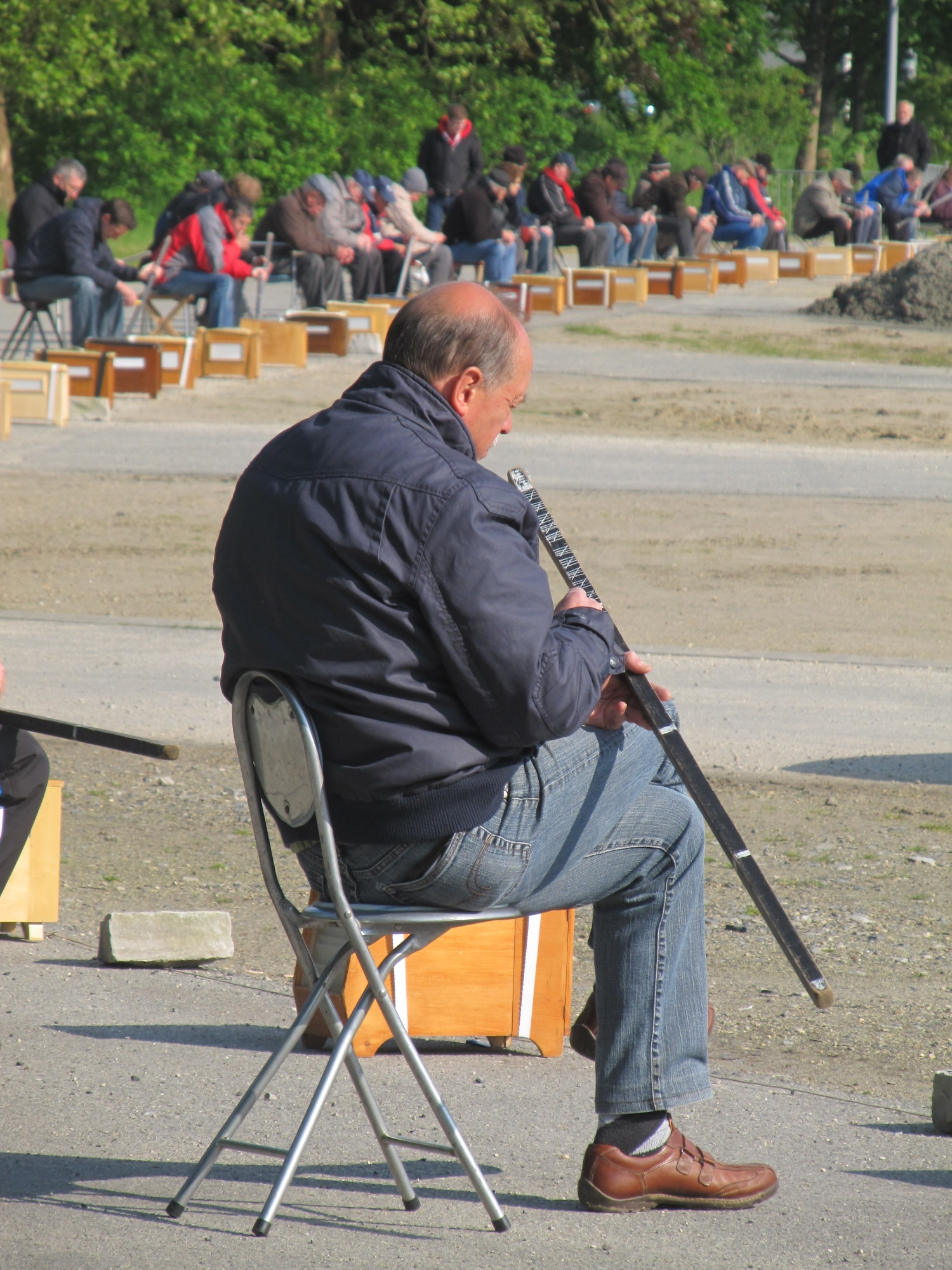
Vinkensport en Deinze. El largo palo negro se utiliza para llevar el registro de la cantidad de cantos.

El vinkensport (traducido del neerlandés "deporte del pinzón"), también denominado vinkenzetting (que se puede traducir como "la sesión del pinzón"), es un deporte de competición popular en Flandes, Bélgica, en el cual se hace que compitan una serie de pinzones comunes para ver cual de ellos emite el mayor número de llamadas dentro del lapso de una hora.
Los orígenes del Vinkensport se remontan a una competición que ya realizaban los mercaderes flamencos en 1596 y se le considera parte de la cultura flamenca. Para el 2007 se estimaba que había más de trece mil entusiastas que practicaban este deporte, denominados vinkiniers ("pinzoneros"), los cuales crían más de diez mil aves todos los años. Los activistas de derechos humanos se han opuesto desde siempre a este deporte.[cita requerida]

## Descripción
En una competición una fila de pequeñas cajas se alinea a 2 m de distancia a lo largo de una calle. La proximidad de las jaulas aumenta el número de llamadas, ya que las aves cantan para sus compañeros y para establecer el territorio. Un cronometrador comienza y termina la competición con una bandera roja. Cada vez que un pájaro canta su llamada la cual concluye con un susk-e-wiet se realiza una marca con una tiza sobre un palo largo. El pájaro que canta su canción la mayor cantidad de veces durante una hora gana el concurso. Los pinzones campeones por lo general cantan cientos de llamadas durante un concurso.

## Historia
Los primeros registros conocidos de vinkeniers datan de 1596 (hay quienes sostienen que existen registros que se remontan a principios de 1593) y dan cuenta de competiciones entre comerciantes flamencos. A finales del siglo XIX, la popularidad de vinkenzetting había disminuido significativamente, pero resurgió después de la Primera Guerra Mundial. A partir del 2007, se estima que hay más de trece mil vinkeniers que crían diez mil aves cada año. Sin embargo, la popularidad de este deporte está disminuyendo en el siglo XXI. Existe un museo del deporte (Nationaal Volkssportmuseum Vinkensport) en el pueblo de Hulste, en el municipio Harelbeke, Bélgica.

## Prácticas

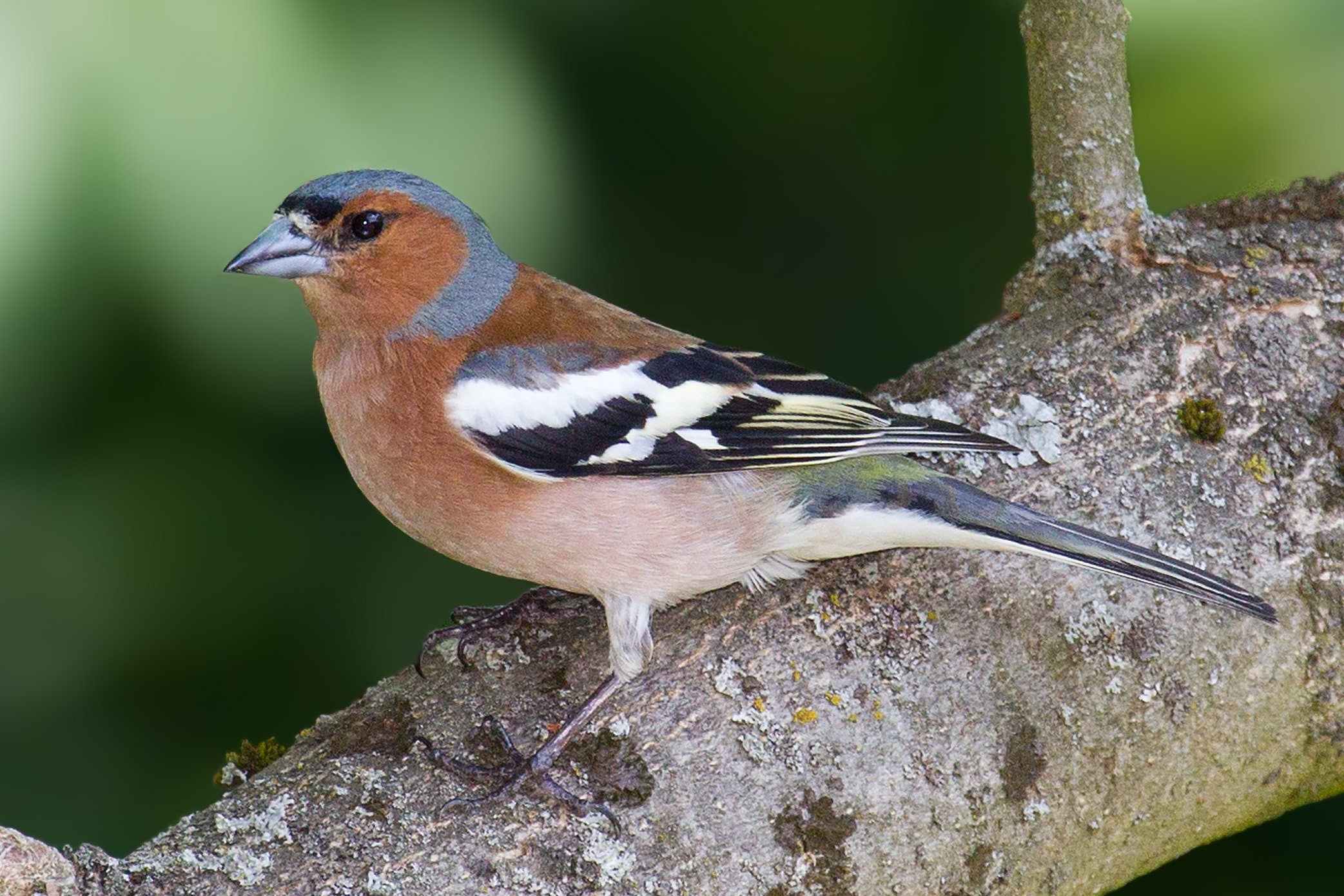
Ejemplar macho de pinzón vulgar.

Los vinkeniers utilizan una variedad de métodos para aumentar la cantidad de llamadas que realizan sus aves. Las técnicas para desarrollar la aptitud del canto incluyen programas de cría selectiva, dietas altas en proteínas y estimulación con música. Como los pinzones salvajes generalmente comienzan a cantar durante la temporada de apareamiento de primavera, a veces los cuidadores también colocan luces artificiales en los aviarios para incentivar las aves a cantar.

## Oposición al deporte
A lo largo de gran parte de su historia, ciertos atributos de este deporte han cosechado críticas. Se dice que Thomas Hardy—el célebre escritor y poeta inglés que también era antiviviseccionista y miembro de la RSPCA—escribió su poema "El pájaro ciego" como protesta contra esta práctica.  En 1920, una campaña de veteranos ciegos de la Primera Guerra Mundial prohibió la práctica, y hoy en día los pájaros se mantienen en pequeñas cajas de madera que dejan entrar el aire pero mantienen alejadas las distracciones.
Los defensores de los derechos de los animales modernos, como los de la Sociedad Flamenca de Protección de las Aves, acusan a los adiestradores de "lavar el cerebro" a los pájaros para que canten más de lo que es natural o saludable poniendo grabaciones en bucle de los cantos de los pinzones, y de que enjaular a los pájaros en las cajas de concurso, intencionadamente pequeñas y oscuras, es cruel.  El pinzón es un ave de pajarera popular en muchos países y en la Unión Europea está prohibido capturar pájaros silvestres, a pesar de que los vinkeniers afirman que los pájaros silvestres cantan mejor que los cautivos.  Aunque actualmente no se considera que las poblaciones de pinzones estén amenazadas, un caso judicial de 2002 en el Tribunal Constitucional belga confirmó una ley de 1979 de la UE que prohibía la captura de pinzones silvestres.